# 알보인

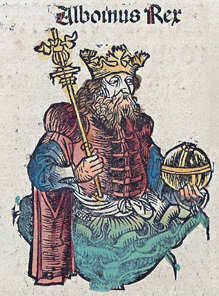
뉘른베르크 연대기 (1493년)에 새겨진 알보인

알보인(Alboin, 530년대 – 572년 6월 28일)은 560년부터 572년까지 랑고바르드족의 왕이었다. 그의 통치 기간 동안 랑고바르드족은 이탈리아에 정착하여 이주를 끝냈고, 알보인은 569년에서 572년 사이에 북부 지역을 정복했다. (이탈리아 및 판노니아 평원) 전자에서 그의 침공은 수세기에 걸친 랑고바르드 통치의 시작을 의미했고, 후자에서는 게피드족을 패배시키고 판노니아에서 출발하여 게르만족의 지배를 종식시켰다.
그의 아버지 오두앵(Audoin)의 죽음 이후 알보인이 판노니아에서 왕으로 통치하는 기간은 랑고바르드와 그들의 주요 이웃인 게피다이족 사이의 대결과 갈등 중 하나였다. 처음에는 게피다이족이 우위를 점했지만 567년에 아바스와의 동맹 덕분에 알보인은 적들에게 결정적인 패배를 가했고 이후 아바스가 점령한 땅을 차지했다. 그러나 새로운 이웃의 세력이 커지면서 알보인은 약간의 불안감을 느꼈고 고딕 전쟁 이후 영토를 방어하는 데 있어 비잔틴 제국의 취약성을 이용하기 위해 판노니아를 떠나 이탈리아로 가기로 결정했다.
대규모 민족 연합을 모은 후 알보인은 568년에 율리안 알프스를 넘어 거의 무방비 상태인 이탈리아로 들어갔다. 그는 베네치아와 리구리아의 대부분을 빠르게 장악했다. 569년 그는 아무런 반대도 없이 이탈리아 북부의 주요 도시인 밀라노를 점령했다. 그러나 파비아는 완강하게 저항했고 3년 동안의 포위 공격 끝에 함락되었다. 그 기간 동안 알보인은 투스카니로 관심을 돌렸지만 그의 지지자들 사이에서 파벌주의의 징후와 그의 군대에 대한 알보인의 통제력 저하가 점차 드러나기 시작했다.
알보앵은 572년 6월 28일 비잔틴 제국이 주도한 쿠데타로 암살당했다. 몇 년 전에 알보인이 살해한 게피다이족 왕 쿠니문드의 딸인 알보인의 아내 로자문드의 지원을 받아 왕의 양형인 헬미키스에 의해 조직되었다. 쿠데타는 클레프를 알보인의 후계자로 선출한 랑고바르드 대다수의 반대에 직면하여 실패했고, 헬미키스와 로자문드는 제국의 보호를 받아 라벤나로 도망갔다. 알보인의 죽음으로 랑고바르드족은 갓 태어난 게르만 민족을 함께 유지할 수 있었던 유일한 지도자, 엘베강 유역에서 이탈리아로 이주하는 랑고바르드족을 이끌었던 영웅 왕의 계보에서 마지막 지도자를 잃었다. 그의 죽음 이후 수세기 동안 알보인의 영웅적 행위와 그의 전투에서의 성공은 색슨족과 바이에른 서사시에서 기념되었다.

## 같이 보기
- 랑고바르드인의 왕